# Liste de jeux vidéo Ken le Survivant
La liste de jeux vidéo Ken le Survivant recense par ordre chronologique les jeux vidéo adaptés de la série télévisée Ken le Survivant (Hokuto no Ken).

## Années 1980
- Hokuto no Ken - PC-8801 (Compatibles PC Nec) - Enix (1986) Jeu d'aventure (RPG).
  - Hokuto no Ken - FM-7 (Compatibles PC Fujitsu) - Enix (1986) Jeu d'aventure (RPG).
  - Hokuto no Ken - Famicom (Nes) Toei / Shouei System (1986) Jeu de combat (Beat'em all).
  - Hokuto no Ken - Sega Mark III - Sega (1986) Jeu de combat (Beat'em all). Également connu sous le nom de Black Belt. Ce jeu fut republié en 2004 dans une version totalement refaite en 3D par Sega.
  - Black Belt - Master System - Sega (1986) Jeu de combat (Beat'em all). Version modifiée pour le marché américain et européen où les héros ont leurs noms remplacés par d'autres noms : par exemple Souther est renommée « Rita ». Sega a fait ce choix afin d'économiser le coût de la licence.
- Hokuto no Ken 2: Seikimatsu Kyūseishu Densetsu - Famicom (Nes) Toei/Shouei System (1987) Jeu de combat (Beat'em all).
- Fist of the North Star - Nintendo Entertainment System (Famicom) Toei / Shouei System / Taxan (1989) Jeu de combat (Beat'em all). Même version, sous licence accordée à Taxan pour distribution sur le marché américain. Ce jeu est, avec la version Game Boy, le seul de tous les titres sortis en dehors du Japon ayant utilisé officiellement la licence HNK.
- Hokuto no Ken 3: Shin Seiki Sōzō Seiken Restuden - Famicom (Nes) Toei / Shouei System (1989) Jeu d'aventure (RPG).
- Hokuto no Ken: Seizetsu Jūban Shōbu (JP) / Fist of the North Star: 10 Big Brawls for the King of Universe (USA/EUR) - Game Boy - Toei / Shouei System (1989/1990) Jeu de combat (1 Vs 1). Ceci est le 1er HNK en Vs.
- Hokuto no Ken: Shin Seikimatsu Kyūseishu Densetsu - Mega Drive - Sega (1989) Jeu de combat (Beat'em all). Également connu sous le nom de Last Battle. L'histoire reprend le scénario du manga se déroulant après la mort de Raoh (HNK 2 en animé). Ce jeu sortira également en arcade sur les systèmes Mega-Tech (Hardware Mega Drive).
  - Last Battle, Legend of The Final Hero - Mega Drive / Genesis - Sega (1989) Jeu de combat (Beat'em all). Version modifiée pour les mêmes raisons que la version Master System. Dans celle-ci, en plus de noms ridicules, s'ajoute  une modification des couleurs d'un bon nombre de personnages ainsi que la suppression du sang.

## Années 1990
- Hokuto no Ken 4: Shichisei Haken Den - Hokuto Shinken no Kanata he - Famicom (Nes) Toei / Shouei System (1991) Jeu d'aventure (RPG).
- Hokuto no Ken 5: Tenma Ryūseiden Ai Zesshō - Super Famicom (snes/snin) Toei / Shouei System (1992) Jeu d'aventure (RPG).
- Hokuto no Ken 6: Gekitō Denshōken - Haō heno Michi - Super Famicom (snes/snin) Toei / Shouei System (1992) Jeu de combat (1 Vs 1). La mode des jeux de combat étant à l'époque la plus intéressante financièrement, la Toei tentera encore sa chance après la version Game Boy avec ce second ersatz de Street Fighter.
- Hokuto no Ken 7: Seiken Retsuden - Denshōsha e no Michi - Super Famicom (snes/snin) Toei / Shouei System (1993) Jeu de combat (1 Vs 1). Dernier volet produit par la Toei Animation.
- Hokuto no Ken: Ankoku no Hokuto - Saturn - Banpresto (1995) Jeu aventure/combat/réflexes (1 Vs 1). Jeu se déroulant après la fin de la série original, ponctué par de nombreuses minutes de séquences animées. Le système de combat très particulier affiche les 2 protagonistes et 4 jauges : la 1re est une barre partagée en 4 couleurs balayé rapidement par un curseur, elle permet de choisir parmi différentes techniques. Selon ce que vous désirez exécuter, il faut appuyer de façon très précise afin de faire tomber le curseur sur la couleur souhaité, la zone rouge correspond aux coups les plus puissants d'où la raison pour laquelle elle est la plus petite et donc la plus difficile à sélectionner. Vous pouvez cumuler un choix de 5 coups en tout, les attaques sont déclenchées lorsque le 1er des deux combattant fini de charger la 3e jauge, qui se charge en appuyant de façon répétitive, sur le bouton A vous voyez alors votre combattant entouré d'un halo d'énergie. la 4e est la barre d'énergie nécessaire pour exécuter des coups puissants, pour la charger rapidement il est nécessaire de bloquer ou d'éviter les attaques. Lorsque la jauge de santé est presque vide une nouvelle option sélectionnable permettant de regagner un peu de vie apparait. À chaque fois que vous battez un adversaire Ken récupère ses coups, lui octroyant la possibilité d'utiliser les attaques des ennemis battus. En mode Battle vous pouvez choisir d'incarner l'un des dix combattants (Uniquement ceux que vous aurez préalablement pu vaincre en mode story, et via le dernier mot de passe récupéré dans ce dernier). Peut aussi se jouer à deux joueurs.
  - Hokuto no Ken: Ankoku no Hokuto - PlayStation - Banpresto (1996) Jeu aventure/combat/réflexes (1 Vs 1). Adaptation de la version Saturn. Les dialogues avec les villageois donnant des informations sur l'enlèvement de Lin ont été supprimés.
- Gekiuchi: Typing Ōgi: Hokuto No Ken Gekida - PC / MAC - SSI Tristar / Holon Soft (1999) Jeu de réflexes/rapidité (Typing Training Software). Cette série s'inscrit dans la catégorie des « Typing Games », qui consistent à taper sur son clavier les mots qui s'affichent à l'écran le plus rapidement possible, sans faire de fautes de frappe, autrement votre gauge de santé diminue un peu plus à chaque erreur. Contrairement à la série télévisuelle, les ennemis explosent comme dans le manga original, montrant en détail les organes détruits. Les graphismes utilisent le style de l'animé et sont en général une succession d'images fixes en mouvement soutenus par les dialogues et cris des acteurs. La durée de vie de ce type de jeu est généralement très courte. Une Special Edition sortira la même année.

## Années 2000
- Gekiuchi: Typing Haō Hokuto no Ken Gekida 2 - PC / MAC - SSI Tristar / Holon Soft (2000) Jeu de réflexes/rapidité (Typing Training Software).
- Hokuto no Ken: Seiki Matsukyu Seishi Densetsu - PlayStation - Bandai (2000) Jeu de type Beat'em all. Jeu 3D avec vue à la 3e personne. Les boss du jeu ne peuvent être vaincus qu'avec un « Super Move » ce dernier s'exécutant dans un ordre aléatoire représenté à l'écran par des poing correspondant chacun à un bouton différent.
- Punch Mania: Hokuto No Ken - Fighting Mania - Arcade - Konami (2000) Jeu de Réflexes/Endurance (Beat'em up). Le joueur revêt des gants et doit taper dans des « Punch Pads », sortes de coussins rembourrés de mousse (6 en tout), qui font des allers-retours réguliers dans un ordre aléatoire et qu'il faut taper au moment précis où ils s'illuminent pour battre l'adversaire présent à l'écran. Il est possible d'utiliser des coups spéciaux qui consistent en un grand nombre de coups donnés très rapidement, les Punch Pads s'éclairant alors tous simultanément. Le jeu utilise des graphismes proches de l'animé d'origine.
- Punch Mania: Hokuto no Ken 2 - Gekitō Shura no Kuni Hen - Arcade - Konami (2000) Jeu de Réflexes/Endurance (Beat'em up). Une mise à jour qui rajoute les personnages issu de HNK 2, ainsi que des nouveaux modes de jeu.
- Gekiuchi: Hokuto No Ken Gekida Zero - PC / MAC - SSI Tristar / Holon Soft (2001) Jeu de réflexes/rapidité (Typing Training Software). Cette version diffère légèrement des autres, le joueur devant ici faire des séances d'entraînement à répétition, guidé par maître Ryū-ken. Celui qui parvient à passer toutes les épreuves devient le successeur du « Hokuto de Clavier ».
- Hokuto No Ken Gekiuchi 3: Typing Hyaku-Retsu-Ken - PC / MAC - SSI Tristar / Actmind.inc (2003) Jeu de réflexes/rapidité (Typing Training Software). Cette version ajoute une « Energy Bar » ayant 3 niveaux correspondant chacun a un coup spécial différent s'exécutant en appuyant sur la touche « Espace ».
- Sega Ages 2500 Series Vol 11: Hokuto no Ken - PlayStation 2 - Sega (2004) Jeu de type Beat'em all. Ce titre est la version Sega Mark III/Master System refaite en 3D. Le jeu donne aussi la possibilité de jouer à la version d'origine.
- Jissen Pachi-Slot Hisshôhô! Hokuto no Ken - PlayStation 2 - Sammy / Sega (2004) Jeu de hasard (Slots Machines/Pachinko). Un jeu de Pachi-slot (croisement entre les machines à sous (Bandit manchot) et le Pachinko) utilisant le nom de la série, se contentant d'afficher des images relatives à l'univers HNK durant la partie. Une Limited Edition sort la même année, une édition PLUS sortira l'année suivante (2005) et une Special Edition (SE) puis Special Edition: First Print Limited Edition suivent l'année d'après (2006).
- Jissen Pachi-Slot Hisshôhô! Hokuto no Ken - Nintendo DS - Sammy / Sega (2005) Jeu de hasard (Slots Machines/Pachinko). Idem version PlayStation 2, une Special Edition (SE DS) sortira l'année suivante (2006).
- Jissen Pachi-Slot Hisshôhô! Portable: Hokuto no Ken - PSP - Sammy / Sega (2005) Jeu de hasard (Slots Machines/Pachinko). Idem version PlayStation 2. Une Special Edition (SE Portable) sortira l'année suivante (2006).
- Jissen Pachinko Hisshôhô! CR Hokuto no Ken - PlayStation 2 - Sammy / Sega (2005) Jeu de hasard (Pachinko). Cette version remplace les Pachi-slot par des Pachinko normaux, très épurés, servi par de multiples scènes, avec les personnages de la série intégralement en 3D.
- Hokuto no Ken: Fighting Sinpan No Sōsōsei Kengo Retsuden - Arcade - Sega / Sammy / Arc System Works (2005/2006) Jeu de combat (1 Vs 1). Jeu en 2D avec des sprites en haute résolution, utilisant le moteur du jeu Guilty Gear X de la société japonaise Arc System. La borne utilise le hardware Atomiswave de Sammy / Sega.
  - Hokuto no Ken Fighting Sinpan No Sōsōsei Kengo Retsuden - PlayStation 2 - Sega / Sammy / Arc System Works (2007) Jeu de combat (1 Vs 1). Adaptation de la version arcade Atomiswave. Contient un DVD Bonus avec un making of ainsi que des interviews des auteurs de la série.
- Jissen Pachi-Slot Pachinko Hisshôhô! Sammy's Collection: Hokuto no Ken Wii - Wii - Sammy / Sega (2007) Jeu de hasard (Slots Machines / Pachinko). La version Wii rajoute par rapport aux versions précédentes, en plus des Pachi-slot, la possibilité de jouer à diverses tables de Pachinko.
- Jissen Pachi-Slot Hisshôhô ! Hokuto no Ken 2 - PlayStation 2 - Sammy / Sega (2007)  Jeu de hasard (Slots Machines/Pachinko). Suite de la 1re version éditée sur PlayStation 2, basé sur HNK 2.
- Hokuto no Ken DS - Hokuto Kami Kobushi Denshō mono no Michi - Nintendo DS - Spike (2008) Jeu de Réflexes/BD interactive (Digital Comics). Ce jeu utilise des scans des planches du manga original qui ont été colorisés pour l'occasion et ajoute quelques effets de mouvements sur l'image. Il est possible de jouer avec Kenshiro, Rei ou Raoh. Avec Ken et Raoh, lorsque les ennemis apparaissent à l'écran, le joueur doit très rapidement toucher avec le stylet, parfois dans un ordre précis, des « points vitaux ». Avec Rei il faut tracer des traits afin de « trancher » les adversaires. Dans d'autres phases le joueur doit souffler dans le micro de la console. Le jeu contient également un mode quiz et un mode Wi-Fi qui se joue comme une bataille navale.
- Hokuto no Ken Online - PC - GungHo (2008) Jeu d'aventure/Action (MMORPG). Jeu en ligne gratuit en 3D avec vue à la 3e personne.
- Ken, Raoh, Toki et d'autres personnages comme Lynn sont jouables dans le jeu vidéo, sorti sur Nintendo DS, Jump Ultimate Stars (2008)

## Années 2010
- Ken et Raoh sont des personnages jouables dans le jeu vidéo J-Stars Victory Vs sur PlayStation 3 et PlayStation Vita (2014).
- Fist of The North Star: Lost Paradise (Hokuto ga Gotoku) Jeu Action/Aventure édité par Sega et développé par Ryu ga Gotoku Studio à qui l'on doit la série Yakuza, sur Playstation 4 (2018)

## Autres apparitions
- Famicom: Jump: Eiyu Retsuden - Famicom (Nes) - Bandai / Shueisha - Jeu Action/Aventure (A-RPG) (1988). "Un soir comme les autres, un jeune garçon lit dans sa chambre un Weekly Jump. Soudain le magazine commence à briller! Attirer par une mystérieuse force, le garçon est aspiré dans le magazine". Ainsi commence l'histoire de « Hero retsuden » jeu réunissant des personnages de séries japonaises célèbres parus dans le Magazine hebdomadaire Shonen Jump (Jump Comics) publiés par la Shueisha, célébrant ici son 20e anniversaire. On y retrouve entre autres les héros des séries : Dragon Ball, Saint Seiya, Captain Tsubasa, City Hunter, Dr Slump, Wingman, Kinnikuman/Muscleman, ainsi que d'autres séries, hélas inconnues en France.
- Taisen Kakutō Puzzle Game: Hokuto De Bon!! - PC - YamiBugyou Company - Jeu de réflexes (Casse-briques) (2000). Il existe d'autres Jeux HNK, mais qui sont la plupart du temps des jeux dont les éditeurs n'avaient pas acheté les droits d'exploitation de la série, donc non officielles et illégales. Parmi eux, il existe une sorte de casse-brique où les briques ont été remplacées par des têtes de punks et ce qui renvoie la balle par le personnage choisi, la balle ayant été remplacée par le poing de ce dernier. Il a été réédité en 2002.
- Taisen Kakuto Puzzle Game: Hokuto De Bon!! Vader - PC - YamiBugyou Company - Jeu Action/réflexes (Shoot'em up) (2001). Comme le titre « BonVader » le laisse deviner, c'est cette fois sur un clone de Space Invaders que le gameplay se base. En plus des versions debloquables de Ken et Raoh travestis en personnages féminin provenant de mangas Hentai du 1er épisode, s'ajoutent de nouvelles versions, dont une hilarante parodie des Pokémon ou Ken se retrouve déguisé en Pikachu. À la suite de nombreuses demandes il a été réédité en 2005.
- Jump Ultimate Stars - Nintendo DS - Nintendo / Ganbarion - Jeu de combat (Beat'em all) (2006). Kenshiro et Raoh font partie des personnages jouables de cette 2e édition DS, s'inspirant des deux "Famicom Jump" sortis jadis sur Famicom/Nes (88/91) avec environ 300 personnages, dont des héros plus récents issu de séries tels que Naruto, Yu-Gi-Oh!, Bleach etc.
- Hokuto no Doom - PC - PlayStation Portable - Nintendo DS - N-Gage - Nokia - iPhone, Mod de Doom (Oct. 2006 - septembre 2007). (ja + en) - Bande annonce